# یولاف‌ها
یولاف‌ها (نام علمی: Avena) نام یک سرده از تیره گندمیان است.